# جورج ن. لايتون
جورج ن. لايتون (بالإنجليزية: George N. Leighton)‏ هو قاضي ومحامي أمريكي، ولد في 22 أكتوبر 1912 في نيو بدفورد في الولايات المتحدة، وتوفي في 6 يونيو 2018 في بروكتون في الولايات المتحدة بسبب ذات الرئة.